# Gunhard Mattes
Gunhard Mattes (* 22. September 1957 in Zürich) ist ein Schweizer Musiker und Dirigent.

## Leben und Werk
Gunhard Mattes wuchs in bescheidenen Verhältnissen in der Stadt Zürich auf. Im Alter von 15 Jahren gründete er ein Kammerorchester. Ausgebildet als Oboist bei André Raoult in Zürich und bei Heinz Holliger an der Hochschule für Musik Freiburg, schloss er seine Studien mit dem Lehrdiplom, der Konzertreifeprüfung und dem Konzertdiplom ab. 1973 gab Gunhard Mattes sein erstes Solokonzert. 1975 wurde er am Zürcher Opernhaus engagiert. 1981 berief ihn das «Orchestre de la Suisse Romande» zum (Solo)-Oboisten, später war er u. a. Solo-Oboist der «Camerata Zürich» unter Räto Tschupp, Oboist im «Collegium Musicum» unter Paul Sacher und Solo-Oboist im «Stadtorchester Winterthur» unter Franz Welser-Möst.
Gunhard Mattes war von 1993 bis 1995 Dirigierschüler von Michael Dixon in Hamburg und nahm Meisterkurse bei Myung-Whun Chung und Hans Graf in Wien. Neben verschiedenen Dirigierverpflichtungen war er 1998 Initiator, Dirigent und künstlerischer Leiter des Orchester INSO Lemberg, dessen Aufbau und Entwicklung er sich bis 2010 widmete. Sein Ziel war es, junge, begabte Musiker zu fördern und ihnen im Orchester INSO Lemberg eine Existenzgrundlage zu sichern. Mit diesem Orchester gab er über 20 Konzerte in der Tonhalle Zürich, dem Auditorium Stravinsky in Montreux und im KKL Luzern. Er dirigierte bei Tourneen in Deutschland, Polen, Luxemburg, der Ukraine, der Schweiz und China. Mattes gab Konzerte und Ballettproduktionen am Opernhaus Lemberg, kreierte Workshops für Kinder und Schulen und war Initiant und Organisator von Festivals. Auf Einladung des ukrainischen Präsidenten Wiktor Juschtschenko und dessen Frau Kataryna dirigierte er im Januar 2007 ein Wohltätigkeitskonzert in der National-Oper in Kiew. Im Dezember 2008 erhielt er von Kataryna Juschtschenko, der First Lady der Ukraine, ein persönliches Anerkennungsschreiben und von der Wohltätigkeitsorganisation «Ukraina 3000» eine persönliche Auszeichnung für sein humanitäres Engagement.
Mit dem Orchester INSO Lemberg spielte Mattes den Soundtrack zu dem Schweizer Kinofilm «Ricordare Anna» (2005; mit Mathias Gnädinger in der Hauptrolle) ein. Außerdem nahm er diverse CD auf: Klavierkonzerte von Franz Xaver Mozart, Wolfgang Amadeus Mozart, Ludwig van Beethoven, Robert Schumann, Vivaldi in Toscana, Italienische Oboenkonzerte und viele andere.
2009 drehte die Schweizer Filmemacherin Gabriele Köstler-Kull einen Dokumentarfilm über Mattes und sein Orchester INSO Lemberg mit dem Titel «Ein Orchester stirbt». Der Film wurde im Kino gezeigt und wurde unter anderem am Internationalen Filmfestival in Biarritz (Festival International de Programmes Audiovisuels) vorgestellt.
Als Gastdirigent leitete Gunhard Mattes unter anderem in das Zürcher Kammerorchester, wo er auch mitverantwortlich für die Konzeption von Kinder- und Jugendkonzerten war, das Tonhalle-Orchester Zürich (erstmals 2004), das Symphonische Orchester Zürich, das Aargauer Symphonie Orchester, das China National Symphony Orchestra (erstmals 2004) und das National Symphony Orchestra of Moldova.
Er eröffnete internationale Festivals in Ettelbrück (L) und Lemberg (UA) und wirkte an den Festivals «Virtuosi», «Festival for Early Music» und «Contrasts» mit, weiters bei Chorkonzerten, Kinderkonzerten, Benefizveranstaltungen, Ballett-Produktionen am Opernhaus Lemberg und bei CD-Aufnahme. 2003 leitete er beim Festival «Contrasts» in Lemberg die Uraufführung der Messe «Caecilia, Virgine Romana» von Arvo Pärt, mit dem ihn auch eine persönliche Freundschaft verbindet. 2004 wurde Gunhard Mattes für seine musikalischen Verdienste in Lemberg als «Künstler des Jahres» ausgezeichnet.
Seit August 2011 ist Mattes musikalischer Leiter des Orchesters Gelterkinden und des Männerchors Engstringen. 2013 gründete er «The Women’s Orchestra of Switzerland», welches im August 2013 in Zürich unter seiner musikalischen Leitung sein Debütkonzert gab.
Mattes lebt in Bremgarten AG.

## Auszeichnungen
- 2010: Temporärunternehmer des Jahres von «Swissstaffing»[1]
- 2006: Goldene CD für die Aufnahme Love mit Yasmine Tamara

## Diskographie
- Robert Schumann: Konzert für Klavier und Orchester in A-Moll. Op. 54. / Ludwig van Beethoven: Konzert für Klavier und Orchester Nr. 6 in D-Dur. Op. 61a. (Klavierbearbeitung des Violinkonzerts, Op. 61). Novalis 150 194-2.
- Wolfgang Amadeus Mozart: Klavierkonzert Nr. 21 in C-Dur. KV 467. / Ludwig van Beethoven: Klavierkonzert Nr. 3 in C-Moll. Op. 37. Novalis 150 191-2.
- Peter I. Tschaikowsky: S’ Dornrösli. Musikalisches Märchen für Sprecher (Jörg Schneider) und Orchester. Produzent: INSO GmbH, Gunhard Mattes.
- Franz Xaver Mozart: Klavierkonzert Nr. 1 in C-Dur. Op. 14. Klavierkonzert Nr. 2 in Es-Dur. Op. 25. Novalis 150 171-2.
- diverse Komponisten: Encores! Berühmte Zugabestücke für Orchester. Novalis 150 183-2.
- diverse Komponisten: Katzenduett – Highlights aus Oper und Konzert. Maya Schaufelbühl (Flöte), Gunhard Mattes (Oboe), Naoki Kitaya (Orgel), Erwin Bucher (Schlagzeug). FK970414.
- Antonio Vivaldi: Concertos for Flute & Oboe. Novalis 150 182-2.
- Italienische Oboenkonzerte. Albinoni, Corelli, Marcello, Vivaldi. Novalis 150 141-2.
- Franz Tischhauser: Die Hampeloper. Singkreis Zürich, Camerata Zürich, Dirigent Räto Tschupp. MGB/Radio DRS 2, CD 6094.
- René Gerber: Oeuvres pour instruments à vent. Gallo CD-788.
- diverse Komponisten: Largo – Klassische Traumstücke für Oboe. Novalis 150 250-2.
- Philip Martin: Vision of Avalon. Activ Records 10-4439.
- Philip Martin: Guitare d’amour Nr. 1 und 2. Activ Records 5-2718.
- Yasmine Tamara: Tranquil. Universal Music 038 563-2.
- Yasmine Tamara: Love Song Collection. Limited Edition.
- Pippo Pollina: Racconti brevi! Musikvertrieb AG.

## Filmografie
- 2010: Ein Orchester stirbt. Musikalischer Dokumentarfilm von Gabriele Köstler-Kull über den Schweizer Dirigenten Gunhard Mattes.[10]
- 2005: Ricordare Anna – Ein Vater, seine Tochter, ihre wahre Geschichte. Film von Walo Deuber. Mit Mathias Gnädinger, Bibiana Beglau und Pippo Pollina in den Hauptrollen. Soundtrack: Orchester INSO Lemberg, Dirigent Gunhard Mattes. 96 Min.